# The Dining Rooms
I The Dining Rooms sono un gruppo musicale formato da Cesare Malfatti e Stefano Ghittoni. La loro produzione musicale abbraccia vari generi tra cui la ambient music, elettronica e jazz.
Il duo si forma alla fine degli anni 90 su iniziativa di Stefano Ghittoni, dj e cantante milanese già con Subterranean Dining Rooms e Cesare Malfatti membro dei La Crus.

## Discografia

### Album in studio
- 1999 - Subterranean Modern, Vol. 1 (Milano2000)
- 2000 - Remixes (Milano2000)
- 2001 - Numero Deux (Milano2000/Phantom Records)
- 2003 - Tre (Guidance Recordings)
- 2004 - Versioni particolari (Schema Records)
- 2005 - Experiments in Ambient Soul (Schema Records)
- 2006 - Versioni Particolari 2 (Schema Records)
- 2007 - Ink (Schema Records)
- 2008 - Other Ink (Schema Records)
- 2009 - Christian Prommer's Drumlesson plays The Dining Rooms
- 2011 - Lonesome Traveller
- 2015 - Do Hipsters Love Sun (Ra)?
- 2020 - Art Is a Cat
- 2022 - Turn To See Me
- 2024 - Songs to Make Love to